# Parc de les Aigües (Barcelona)
El parc de les Aigües està situat al barri del Baix Guinardó de Barcelona, delimitat per la places d'Alfons X i de la Font Castella, la Ronda del Guinardó i els carrer d'Abd El-Kader, de les Camèlies i de Thous, i té una extensió de 2 hectàrees.

## Història i descripció

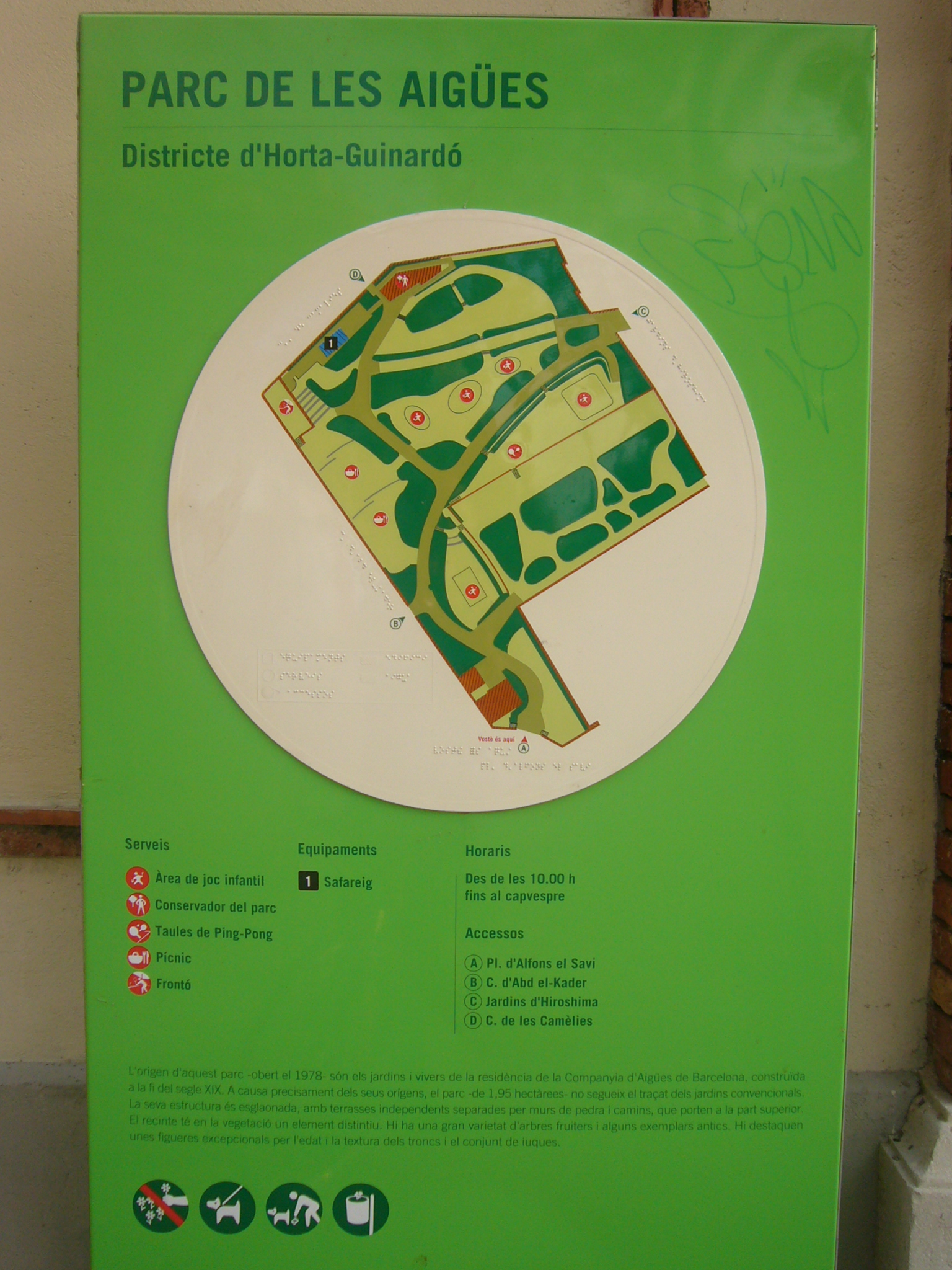
Plànol del parc

El 1869, la Societat General d'Aigües de Barcelona va expropiar uns 15.000 m² de terreny de Can Baró per a construir-hi un dipòsit d'aigua per abastir la ciutat, que provenia del pantà de Dosrius, prop d'Argentona. Va ser inaugurat el 1871, tot i que a la reixa de la porta lateral que dona a la ronda del Guinardó, s'hi pot llegir la data de 1870, probablement com a recordatori de l'inici del projecte.
Durant la Guerra Civil Espanyola, la societat va utilitzar l'indret com a lloc de colònies per als fills dels treballadors de l'empresa, i més endavant, la casa serví de seu de l'Institut d'Investigació Hidrològica, amb vivers de diferents tipus de plantes i d'arbres, sobretot fruiters.
Gràcies a les pressions veïnals, la propietat va ser adquirida per l'Ajuntament de Barcelona, i el 1978 una part dels antics jardins i vivers va obrir com parc públic després dels treballs d'adequació duts a terme per l'arquitecte J.M. Casamor. La vegetació i l'aigua del voltant de la casa va ser la causa per a crear un ambient similar als jardins granadins. No segueix el traçat dels jardins tradicionals, ja que s'estructura en forma esglaonada amb terrasses independents amb camins i murs de separació, que porten a la part superior on s'hi troba un safareig repartidor d'aigua.
El parc diposa de zones habilitades per a picnic, per a jocs infantils, espais per a gossos i una zona poliesportiva.

### Vegetació
Hi ha set o vuit arbres catalogats: una figuera (Ficus carica), sis fotínies del Japó (Photinia glabra), i un tuliper (Liriodendron tulipifera), tot i que aquesta última espècie no apareix ja al catàleg del 2023. A més, compta amb una gran varietat d'arbres fruiters, com ara tarongers (Citrus aurantium).